# هيبر كروتس
هيبر دوست كروتس أو (بالإنجليزية: Heber Doust Curtis) ولد في 27 يونيو 1872 وتوفي في 9 يناير 1942, كان عالم فلك أمريكي شارك في إحدى عشر بعثة أو حملة من أجل دراسة كسوف الشمس.

## سيرته
كان هيبر الابن البكر لـ أورسون بلاير كروتس وكانت والدته ساره إليزا دوست.
درس في جامعة ميتشيغان ومن ثم درس في جامعة فرجينيا حيث حصل على درجة في العلوم الفلكية.
من 1902 حتى 1920 عمل هيبر في مرصد ليك، حيث كان يكمل دراسة السُدم التي كان يدرسها جيمس كيلر، وفي عام 1912 تم انتخابه رئيساً للجمعية الفلكية للمحيط الهادئ أو (Astronomical society of the pacific).
في 1918 كان يرصد مجرة مسييه 87 فكان أول من شاهد النفث القطبي. حيث قام بوصفها بقوله:«شعاع فضولي مستقيم....يظهر أنه مرتبط بالنواة من خلال خيط رفيع من المادة».
في العام 1920 تم تعيينه مديراً لمرصد ألاغيني. وفي نفس السنة شارك بما يعرف بـ«النقاش الكبير» مع هارلو شابلي، حيث تركز النقاش حول حجم الكون وطبيعة السُدم والمجرات. دافع هيبر عن المنظور الذي بدأ يحظى بقبول واسع في زمانه وهو أنه يوجد مجارات مستقلة عن درب التبانة ولها نظامها الخاص.
في 1930 عُين مديراً لرواصد جامعة ميتشيغان، لكن النقص بالتمويل الذي تبع الكساد الكبير حال دون بناء مقراب عاكس كان قد صممه لجامعة آن آربر. ساهم في بناء راصد خاص (ذو ملكية خاصة) في ليك أنجلوس.